# デンドロビウム・カナリキュラタム

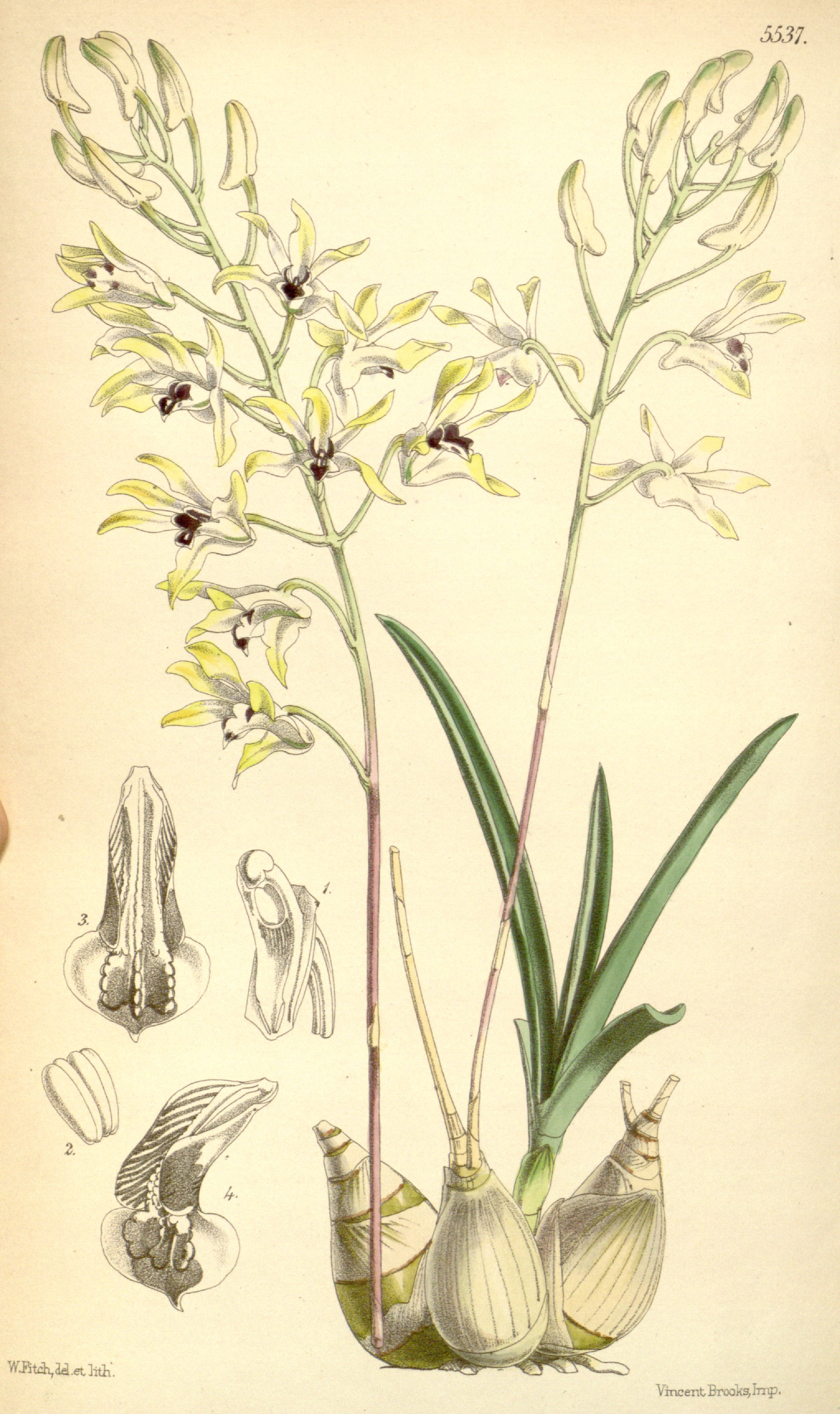
図版

デンドロビウム・カナリキュラタム Dendrobium canaliculatum は、ラン科セッコク属の植物の一つ。その茎の形から、オニオンオーキッドとも呼ばれる。

## 特徴
常緑性の多年生草本。偽球茎を束生し、根で樹皮上に付着する着生植物。
複数の茎を持ち、その先端から数枚の葉を束生する。茎は高さ3-12cm、幅1.5–3cm、卵形で丸々と太って硬い。葉は長さ5-20cm、幅0.6cmと細長く、多肉質で太くて棒状でやはり硬い革質、表面が多少くぼむ。
花は茎の先端から真っ直ぐ伸びる花茎に生じ、一つの茎から1-4本生じて、それぞれに多数の花を総状につける。花は径1.8-2.2cm、芳香がある。側花弁と萼片は細長くてねじれ、黄緑色で先端は紫を帯びる。唇弁は白くて先端が三裂し、紫や紅紫色の斑紋を持つ。開花期は冬から春。
スパチュラータ系 Section Spatulata に属するものの中ではごく小型種である。その偽球茎の形がタマネギに似るとのことでオニオンオーキッドとも呼ばれる。

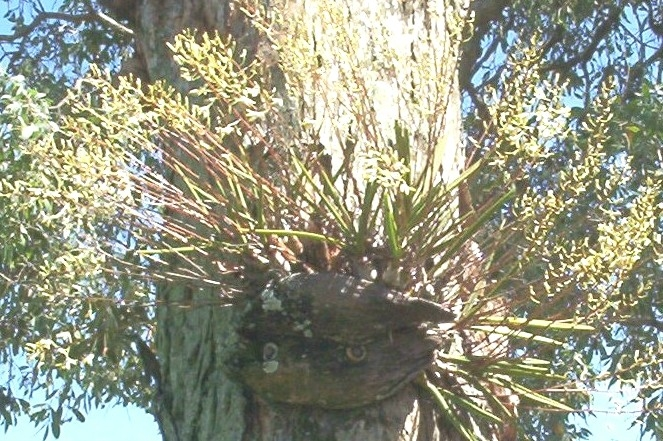
着生の状態で栽培しているもの
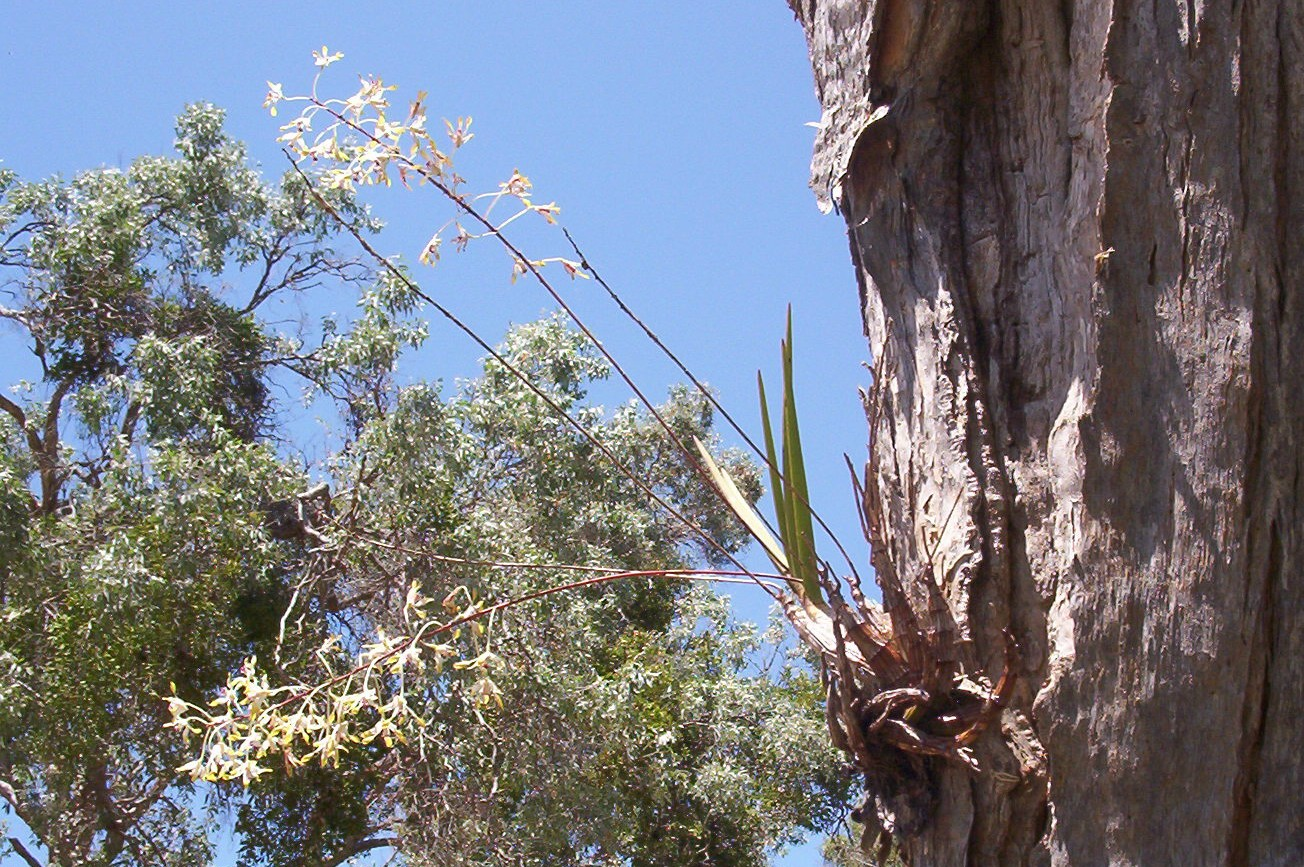
同、株の形が見えるもの

## 分布と生育環境
オーストラリア北東部とニューギニアに分布。標高500m程度の直射日光と風に晒されるところに生育し、メラリューカという木に着生する。開花期には極端な乾燥状態に晒される。

## 利用
洋ランとして栽培されることがある。上記のように乾燥に耐えるが根の回りの過湿を嫌い、通気を求めるので、木炭やバークなどで植え込むか、コルクや木片につけて栽培する。